# بیل را ملاقات کن
بیل را ملاقات کن (انگلیسی: Meet Bill) فیلمی در ژانر درام و کمدی به کارگردانی ملیسا والک است که در سال ۲۰۰۷ منتشر شد.

## خلاصه فیلم
"بیل" خوشبخت نیست.او با "جس" دختر یک بانکدار ازدواج کرده و شغلی بی‌هدف در بانک دارد.وقتی جس دست به خیانت می‌زند، بیل پا در مسیری برای پس گرفتن همسرش می‌گذارد و ...